# Селска война
 Тази статия е за въстанието в Централна Европа през XVI век.  За въстанието в Нидерландия през XVIII век вижте Селска война (1798).  
Селската война (на немски: Deutscher Bauernkrieg) е народно въстание, избухнало в Европа през 1524 – 1525 г. Подобно на предхождащото го движение Bundschuh (Бундшу) и Хусистките войни, то се състои от серия от едновременно икономически и религиозни въстания, в които заедно участват представители на селячеството, градското население и аристокрацията.
Конфликтът възниква основно в южните, западните и централните територии на съвременна Германия, заедно с части от Елзас и днешна Швейцария и Австрия. В своята кулминационна точка през пролетта и лятото на 1525 г. в него участват приблизително 300 хиляди селски въстаници. Жертвите се определят около 100 000 души. Това представлява най-големият и най-обширен бунт преди Френската революция.